# Theebloem

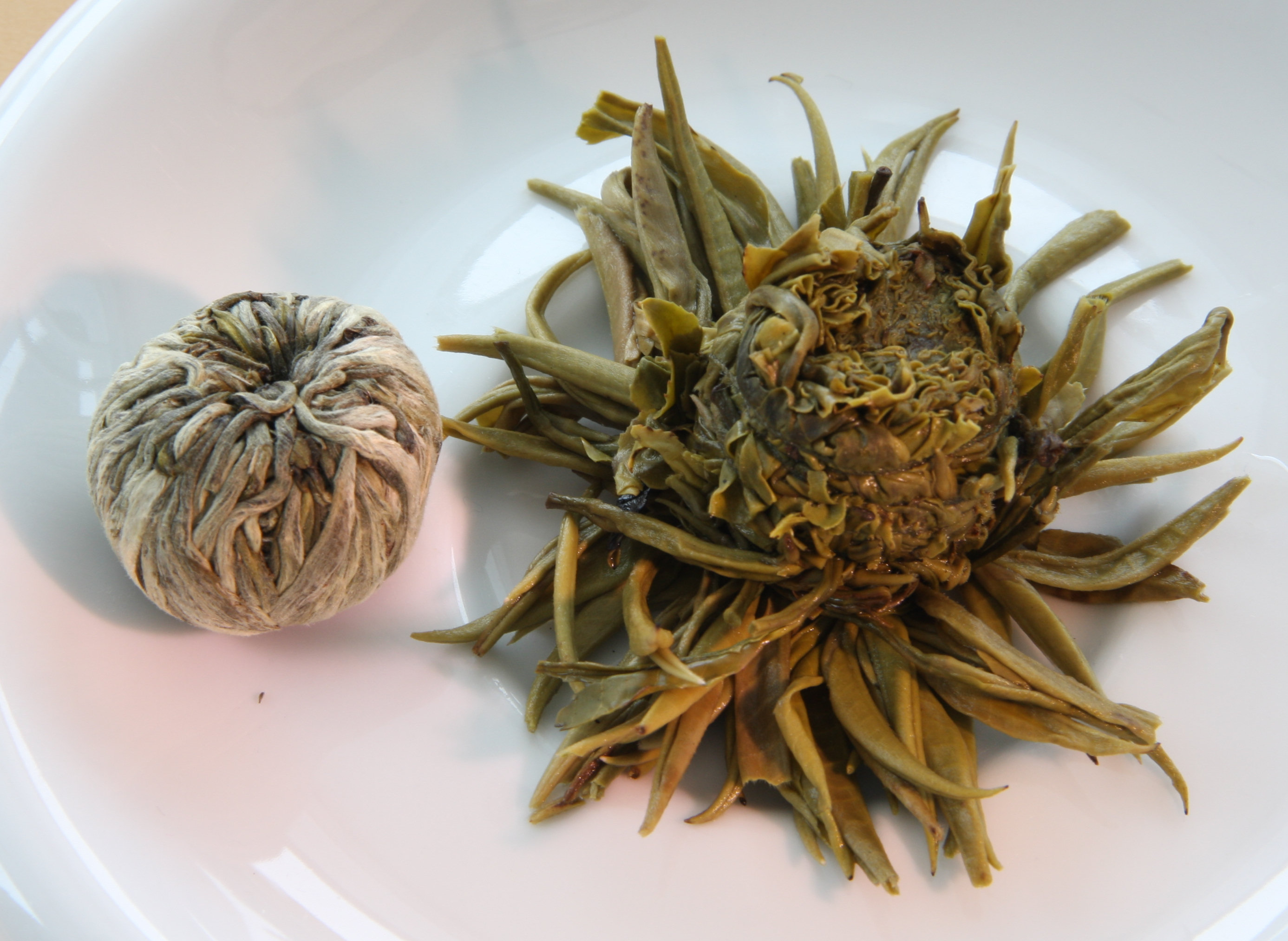
Een theebloem voor en na vermenging met water

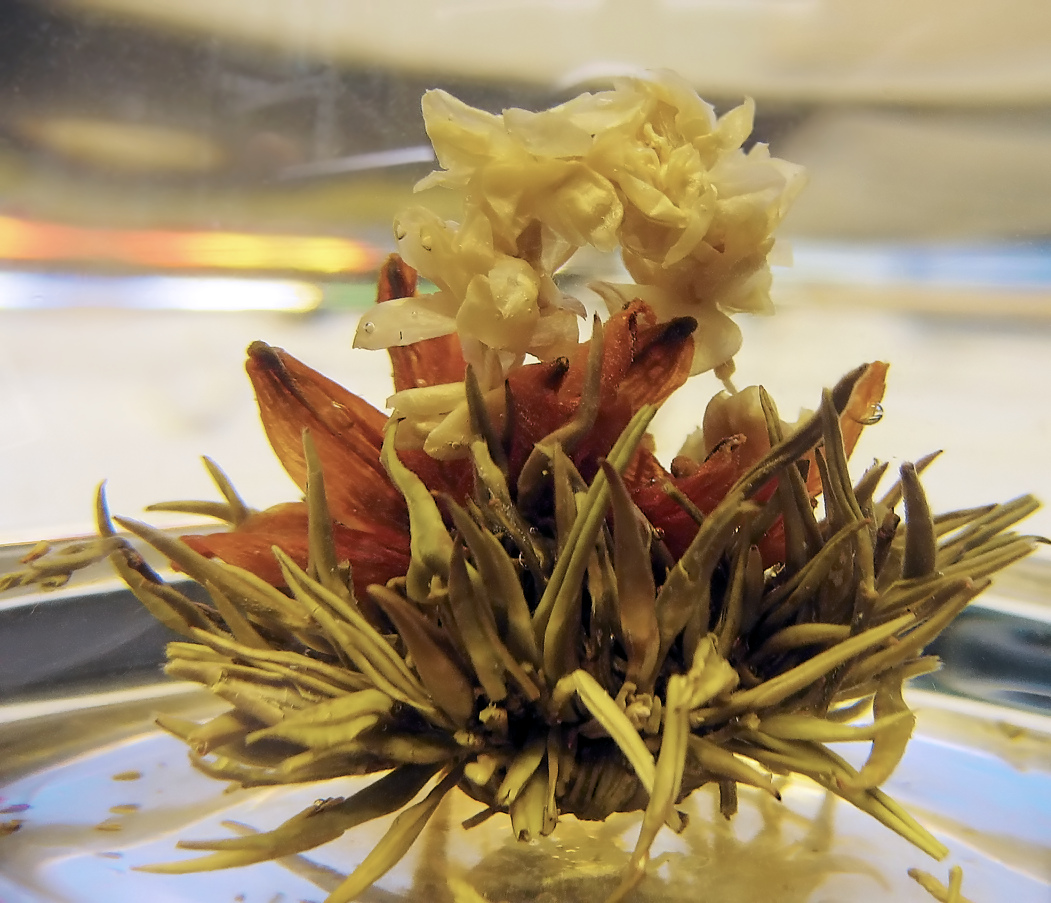
Een geopende theebloem met duidelijk de bloem in het midden

Een theebloem is een bolletje gemaakt van groene of zwarte theebladeren en één of meer eetbare gedroogde bloemen in het midden. Deze bladeren zijn met een katoenen draadje samengebonden tot een kleine bol. Door heet water bij de theebloem te schenken komt de bloem tevoorschijn. Voor de gedroogde bloemen wordt onder andere gebruikgemaakt van de goudsbloem, jasmijn, roselle, daglelies en osmanthus.
Theebloemen zijn in Nederland nog niet zo bekend. In China en Engeland is het product veel beter geaccepteerd, theebloemen worden dan ook vaak gebruikt bij een high tea.
Yunnan is een van de oostelijke provincies van China waar theebloemen worden gemaakt. De theebloemen worden vervolgens geëxporteerd naar Europa en Amerika. China doet dit al meer dan 30 jaren.